# Niederbergkirchen
Niederbergkirchen è un comune tedesco di 1 251 abitanti, situato nel land della Baviera.